# Zeda Zhang
Julia Ho (nacida el 1 de julio de 1987) es una artista marcial mixta retirada y luchadora profesional estadounidense, más conocida como Zeda Zhang.
Es conocida por su breve paso en la promoción de lucha libre WWE en el territorio de desarrollo NXT, y también compitió en el Mae Young Classic en 2017.

## Carrera como artista marcial mixta
Ho hizo su debut en artes marciales mixtas (MMA) el 2 de julio de 2011, derrotando a Betty Huck por decisión unánime. Ho peleó su segunda y última pelea de MMA el 27 de octubre de 2012, derrotando a Evie Johnson en el segundo asalto por sumisión por estrangulamiento trasero desnudo.

## Carrera como luchadora profesional

### WWE (2017-2018)
Ho hizo su debut para la WWE en la marca NXT el 13 de mayo de 2017, como parte de una batalla real en un show en casa en Dade City, Florida, luchando bajo su nombre real.
En julio, Ho compitió en el primer Mae Young Classic bajo el nombre de ring Zeda. Perdió en la primera ronda del torneo ante la eventual subcampeona Shayna Baszler.
Ella luchó en los house show y ocasionalmente en el programa de televisión de la marca, WWE NXT, hasta su liberación el 2 de junio de 2018.

### Major League Wrestling (2019)
El 2 de octubre de 2019, se anunció que Ho había firmado un contrato de varios años con Major League Wrestling (MLW) bajo el nombre de ring Zeda Zhang, convirtiéndose en el primer miembro de la empresa de su nueva división femenina. Zeda Zhang haría su debut en MLW derrotando a The Spider Lady, quien luego sería revelada como Priscilla Kelly, por DQ en MLW Fusion 85.